# Pelican (Band)
Pelican ist eine US-amerikanische Post-Metal-Instrumentalband

## Geschichte
Pelican wurde von Laurent Lebec, Trevor de Brauw und den Brüdern Larry und Bryan Herweg 1999 in Chicago gegründet und ging aus Mitgliedern der Band Tusk hervor. Die Band siedelte bald darauf nach Los Angeles um. Ihr ehemaliges Label, Hydra Head Records, gehörte Aaron Turner, dem Sänger der Band Isis. Im Jahr 2009 wechselten Pelican zum Label Southern Lord.

## Stil
Pelican werden oft mit Bands wie Isis verglichen, sind jedoch rein instrumental und daher eher mit der neuen Welle der Instrumental-Bands wie Mono, Red Sparowes oder This Will Destroy You zu vergleichen. Bassist Bryan Herweg erklärte in einem Interview, dass seiner Ansicht nach ein Sänger die Band beschränkt hätte, und im Falle eines kräftigen, schreienden Mannes wären Pelican als Metal, im Falle eines dünnen Mannes als Emo gewertet worden. Als instrumentale Band seien ihnen keine Genregrenzen gesetzt.
Durch den Verzicht auf Gesang gibt es keine festen Thematiken, jedoch lassen sich durch die Artworks der Veröffentlichungen immer wieder Rückschlüsse auf Natur als Leitmotiv feststellen.

## Diskografie
Alben
- 2003: Australasia
- 2005: The Fire in Our Throats Will Beckon the Thaw
- 2007: City of Echoes
- 2009: What We All Come to Need
- 2013: Forever Becoming
- 2014: Arktika
- 2019: Nighttime Stories
- 2025: Flickering Resoncance

EPs
- 2001: Pelican
- 2005: March into the Sea
- 2007: Pink Mammoth
- 2009: Ephemeral
- 2012: Ataraxia/Taraxis

Splits
- 2005: Pelican/Playing Enemy Split
- 2005: Mono/Pelican Split
- 2008: PLCN/TAAS - Split with These Arms Are Snakes

DVDs
- 2008: After the Ceiling Cracked